# Hymerhabdia oxeata
Hymerhabdia oxeata är en svampdjursart som först beskrevs av Arthur Dendy 1924.  Hymerhabdia oxeata ingår i släktet Hymerhabdia och familjen Bubaridae. Inga underarter finns listade i Catalogue of Life.